# Apanteles leucotretae
Apanteles leucotretae är en stekelart som beskrevs av Ullyett 1946. Apanteles leucotretae ingår i släktet Apanteles och familjen bracksteklar. Inga underarter finns listade i Catalogue of Life.